# زاوژوانگ
زاوژوانگ (به لاتین: Zaozhuang) یک شهر مرکزی در جمهوری خلق چین است که در شاندونگ واقع شده‌است. زاوژوانگ ۴٬۵۶۳٫۲۲ کیلومترمربع مساحت و ۳٬۷۲۹٬۱۴۰ نفر جمعیت دارد.